# Teatro Maria Vitória
El Teatro Maria Vitória és un teatre molt popular dedicat a la Revista. Inaugurat l'1 de juliol de 1922 en una fira ubicada al Parc Mayer, en el centre de Lisboa. El Teatro Maria Vitória va ser el primer dels quatre teatres creats allà, igual que els casos del Teatro Variedades, Teatro Capitólio; Teatro ABC i un a l'aire lliure, el Pavilhão Português (Pavelló portuguès). Actualment, només el Teatro Maria Vitória està en ple funcionament. El seu actual propietari és Helder Costa Freire.